# Renegade Kid
Renegade Kid è stata una società sviluppatrice di videogiochi statunitense fondata all'inizio del 2007 da Jools Watsham e Gregg Hargrove, due veterani dell'industria videoludica. È specializzata nella realizzazione di videogiochi per le console Nintendo Wii e, soprattutto, per Nintendo DS. Sono meglio conosciuti per aver creato il videogioco Dementium: The Ward per Nintendo DS.
Il team di sviluppo ha prodotto un videogioco intitolato Moon per Nintendo DS che utilizza lo stesso motore grafico di Dementium: The Ward.
Nel periodo durante il quale si svolse l'E3 2009, dapprima varie voci di corridoio, in seguito un trailer e un video postato su YouTube da Jools Watsham, hanno confermato al pubblico la progettazione di un seguito di Dementium: The Ward, che è successivamente uscito il 4 maggio 2010.
La società di videogiochi ha iniziato a sviluppare anche per il Nintendo 3DS, con Mutant Mudds, uscito in America il 26 gennaio 2012; la saga è stata poi continuata nel 2016 con Mutant Mudds Super Challenge.
Gregg Hargrove muore di un tumore al pancreas nel 2018 e la società chiude con il suo ultimo videogioco, ATV Renegade, risalente al 2017